# Nakazawa Koto
En aquest nom japonès, el cognom és Nakazawa.
Nakazawa Koto (中沢琴, 1839 - 12 d'octubre de 1927) fou una espadatxina samurai del període Bakumatsu japonès. Lluità amb les forces Rōshigumi, Shinsengumi i, més tard amb els Shinchogumi i lluità al costat del shogunat Tokugawa durant la guerra Boshin.

## Vida

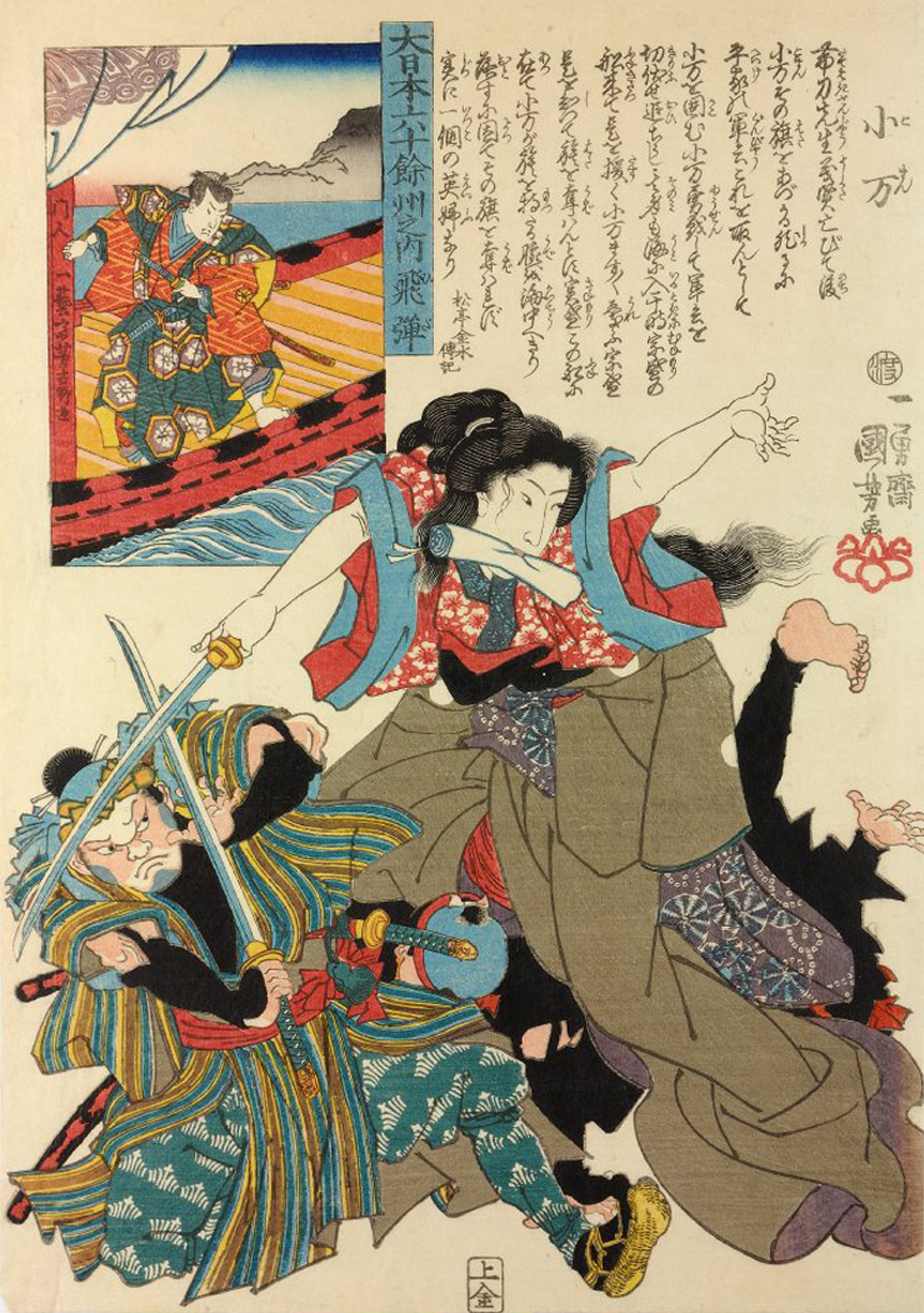
Practicant de Kenjutsu (espadatxina) en un duel.

Nakazawa Koto nasqué a la provincia de Kōzuke. Des de ben petita demostrà tenir gran habilitat per les arts marcials, especialment en el Kenjutsu. En 1863, anà a Kyoto vestida com un home, seguint el seu germà, Sadamasa, que formava part del Rōshigumi de Kyoto. Mesurava 170 cm, de manera que era relativament més alta que els homes del Japó en aquella època. Per aquest motiu, quan s'informà sobre ella als oficials del shogunat de Kyoto pensaren que era un home. Prengué part en el grup dels «defensors de Kyoto», liderat per Kyokawa Hachirō.
Tot i que el Rōshigumi fou fundat pel Bakufu Tokugawa, el líder Kyokawa Hachirō i d'altres membres sentien una forta lleialtat a l'emperador i planejaren reunir-se amb altres rōnin a Kyoto to per a mantenir l'ordre a la ciutat i evitar la insurgència. El 26 de març de 1863, Kiyokawa guià el Rōshigumi fora d'Edo (actual Tokyo) com a vanguarda de la processó del Shogun Tokugawa Iemochi cap a Kyoto, on arribaren el 19 d'abril.
Un cop a Kyoto es descobrí el pla de Kyokawa, immediatament s'ordenà al Rōshigumi que tornés a Edo. Els membres es desbandaren i iniciaren el retorn. Per la seva banda, Nakazawa Koto i altres oficials anaren al castell Edo i, més tard, ajudaren a fundar el Shinchōgumi.

### La guerra Boshin

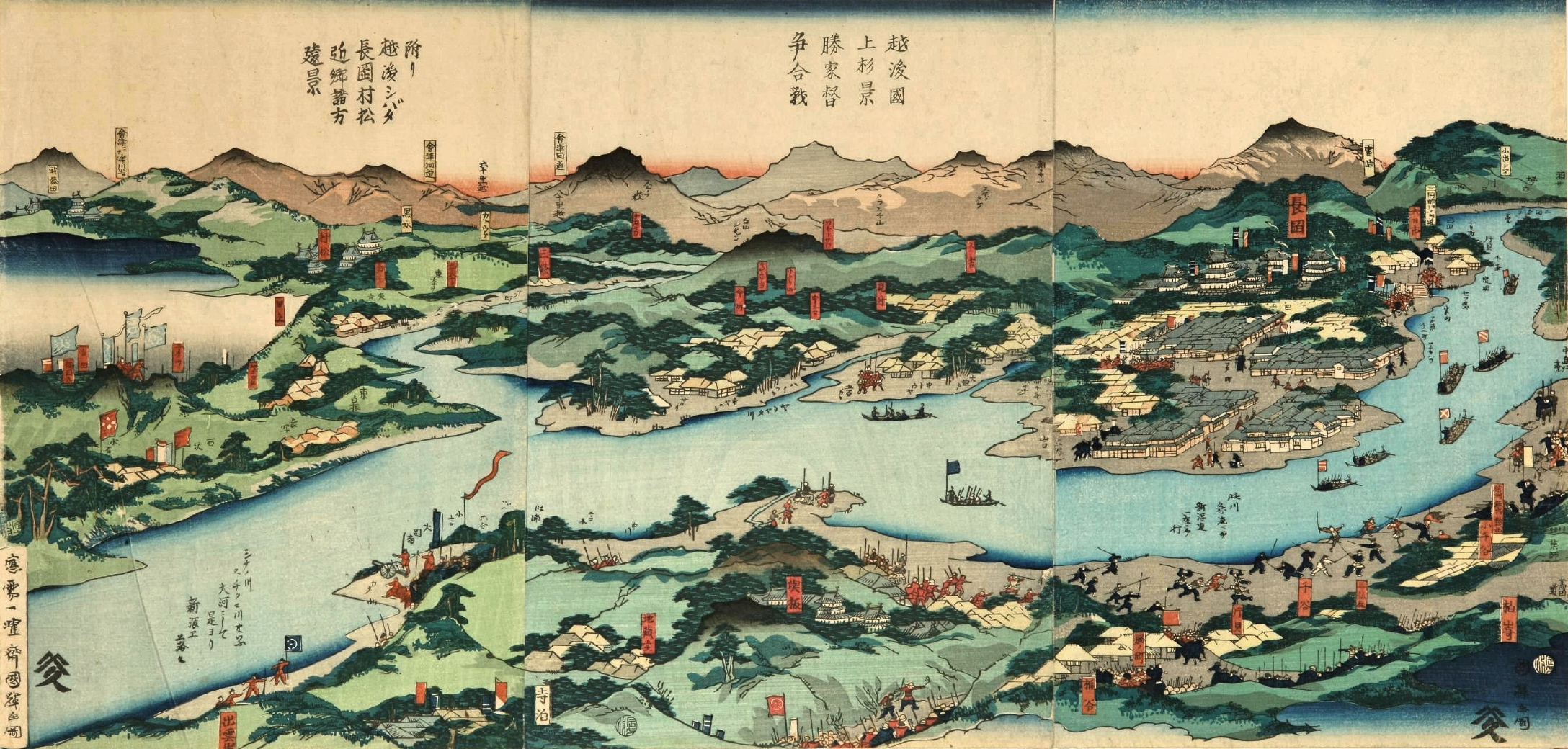
A la batalla de Hokuetsu demostrà la seva vàlua com a espadatxina quan fou atacada per una dotzena de samurais

Ella i el seu germà s'uniren a les forces del shogunat d'Edo, el Shinchōgumi'. Durant la crisi entre l'imperi i el shogunat Tokugawa, Koto s'alià amb els Tokugawa en la guerra Boshin. Una de les causes de la campanya bèl·lica fou la declaració de l'Emperador Meiji que decretà l'abolició de shogunat que havia imperat en els darrers 200 anys i imposà el mandat de la Cort Imperial de Kyoto. L'acció militar de les forces imperials i els actes de violència dels seguidors de Meiji a Edo impulsaren al Shogun Tokugawa Yoshinobu a llançar un atac que a intentar prendre el control de la cort a Kyoto. 
Els registres històrics indiquen que durant la guerra Boshin, Nakazawa Koto i el seu germà tornaren plegats per a defensar el shogunat davant l'atac del Domini de Satsuma i el Domini d'Ogi (Aliança Satchō) a Edo en 1868. Després d'aquests atacs, Koto i el seu germà participaren a la batalla de Hokuetsu. En el transcurs d'aquesta batalla fou fustigada per una dotzena de saumaris. Nakazawa superà el seu assetjament defensant-se decididament amb la katana i pressionant als atacants.

### Llegat
Mentre Nakazawa Koto treballà com a membre del Shinchogumi vestí sempre com un home, fins i tot quan els oficials descobriren la seva vertadera identitat. Koto no fou només una gran espadatxina, es diu que tenia una bellesa excepcional que captivà molta gent. Una història escrita sobre ella diu que «Quan Koto vesteix com un home, moltes dones s'enamoren d'ella. Quan Koto vesteix com un home, molts homes s'enamoren d'ella».
Koto fou una guerrera orgullosa, així que decidí que només es casaria amb un home que demostrés ser més fort que ella. Tanmateix, sembla que cap home la pogué vèncer mai en un duel, de manera que romangué fadrina tota la seva vida. Morí el 12 d'octubre de 1927. La seva tomba es troba al districte Tone, a Gunma, on va nàixer, i molta gent la visita aquest dia.